# Mario Gosálvez Blanco
Mario Gosálvez Blanco (Madrid, 1965-) es un compositor español con formación en Estados Unidos.

## Biografía
Gosalvez comienza sus estudios musicales, entre 1980 y 1986, en el Real Conservatorio de Música de Madrid. En 1987, viaja para estudiar composición a los Estados Unidos, en el Conservatorio de Música de San Francisco, con Elinor Armer y David Conte. Se prepara en seminarios de música electrónica con Alden Jenks,y cursos en el "Early Music Exploratorium" de Berkeley, California, donde estudia la técnica del Clave con y la práctica de interpretación de música de cámara antigua.
Compone y estrena obras para piano, “Missa Brevis” para coro, órgano y cuerda, diversas piezas de música sacra y la suite para tres guitarras: “Noche”, obra que pasa al repertorio de cámara guitarrístico apoyada por el solista David Tannenbaum y el “Amsterdam Guitar Trio”.
Durante los veranos de 1988 y 89, amplia estudios de composición con George Tsontakis en el Festival y Escuela de Música de Aspen, en Colorado; donde compone y estrena diversos proyectos de música de cámara.Ese mismo año, ingresa en la Escuela de Música de Manhattan, de Nueva York, donde estudia composición y orquestación. En esta ciudad estrena su quinteto de cuerda “Prosgeanode” en el Avery Fisher Hall (actualmente David Geffen Hall) de Lincoln Center
En 1991, se licencia con el primer premio del concurso del departamento de composición con un trabajo experimental para orquesta. Este mismo año vuelve a residir en Madrid, donde compagina su labor de compositor, con otras de producción en diversos proyectos musicales para la radio, teatro y cine hasta hoy.
En 1998, por encargo de La Asociación Cultura Pro Naciones Unidas, se estrena el poema sinfónico "Hacia las Estrellas" en el Auditorio Nacional de Música de Madrid bajo la dirección de Pascual Osa, en conmemoración del Cincuentenario de la Declaración Universal de Derechos Humanos.
Su concierto para violín y orquesta sinfónica "Arlequín", fue galardonado en el año 2002 con el XX Premio Reina Sofía de Composición Musical, otorgado por la Fundación Ferrer Salat, fue estrenado, registrado, editado y emitido en directo por radio desde el Teatro Monumental de Madrid en octubre de 2003, interpretada por la Orquesta de Radio Televisión Española, dirigida por Adrian Leaper y Manuel Guillén como violín solista.
Ha recibido importantes encargos orquestales de diversas corporaciones como Siemens -para su concierto de Navidad y año nuevo 2003-  o la Fundación Rafaél del Pino; componiendo así mismo obras de encargo para directores como Pascual Osa, Max Bragado Darman y Robert Austin Boudreau, virtuosos como el violinista Manuel Guillén, el guitarrista Adam Levin, el pianista y compositor Gustavo Díaz-Jerez; y destacando entre otras, las comisiones de obra de entidades como El Instituto Cervantes de Nueva York en 2005, la Sociedad Lírica Complutense junto con el Ayuntamiento de Alcalá de Henares, que encargan la composición de la Cantata "Clavileño" para coro y orquesta de niños para su estreno en octubre de 2005 en el Teatro Cervantes de esta localidad y en el Auditorio Nacional de Música de Madrid para los conciertos conmemorativos del IV centenario del primer libro de El Quijote y El Festival de Música Española de León, donde en 2006 se estrena en su catedral la Suite "Piedra y Cristal" para violín, órgano y camerata de cuerda.
Sus obras han sido interpretadas por la Orquesta de Radio Televisión Española, Orquesta Sinfónica de Madrid,  American Wind Symphony Orchestra, Orquesta Filarmonía de España, etc; y agrupaciones de cámara como: Camerata de Madrid o la Orquesta de Cámara Ibérica. Destacan las grabaciones de sus bandas sonoras a cargo de la Bratislav Simphony Orchesta y la agrupación de cuerdas de The London Royal Philharmonic Orchestra.
Durante veinticuatro años colaboró como autor y productor musical en la Sociedad Española de Radiodifusión (Cadena SER) en los estudios de Radio Madrid donde escribió y actualizó más de 500 piezas el repertorio básico de la radio convencional desde septiembre de 1991 hasta diciembre de 2015.
Ha trabajado como compositor de bandas sonoras para cine,  teatro musical, comedias teatrales y Ballet. También ha participado con otros artistas en proyectos multimedia e instalaciones artísticas y audiovisuales como en el Museo de Arte Reina Sofía en (2007) o la Bienal de Venecia en (2008) y ha compartido proyectos con otros compositores como Rafael Arnau en cine o Andrés SH Nelke en teatro musical.
En 2013 recibe el encargo de un Concertino Grosso para la American Wind Symphony Orchestra del director Robert Austin Boudreau cuyo estreno absoluto tuvo lugar en Smith Hall de la Universidad Marshall en Huntington, West Virginia, en junio de 2015 a cargo del dúo "Ditirambo" (Noelia Gómez; viola y Alfonso Aguirre; guitarra) y Julia Scott (arpa) como solistas.

## Repertorio

### Música de cámara
- ”Music from Out of Time” (2009) Guitarra solo (15 min.)
- "Juego de Naipes" (2007) Piano, violín y violoncello (26 min.)
- ¨Perennial Spirit¨ (2006) Violín solo  (11 min.)
- Sonata para Violín y Piano (2005)  (18 min.)
- ¨Música Cotidiana¨(2005) Suite para saxofón alto y piano  (29 min.)
- ”Sonata Für Vier Trompeten” (2005)  (16 min.)
- Notch (2002) -Doce miniaturas para piano (15 min.)
- “Vergel De Dieux” - Secuencia para Órgano (2002) (17 min.)
- Toccata y Scherzo (1990) para piano (7 min.)
- ¨Sparks¨(1989) Music for Guitar and Muted Trumpet  (7 min.)
- ¨Prosgeanode” (1989) String Quintet (16 min.)
- ¨Dance of the Silence¨ (1989) Sexteto (Flauta alto, fagot, trompeta, guitarra, violín y contrabajo) (13 min.)
- ”Serenading the Earth” (1988) for String Quartet (23 min.)
- ¨Noche¨ Suite para Tres Guitarras". (1988)  (15 min.)

### Música orquestal
- "Zaphire" Symphony of Emanations (2016) (26 min.)
- “Ethereal” (2013) for Guitar, English horn (or Viola), Harp and Wind Symphony Orchestra. (7 min. )
- "Piccolo Concertino" para Flautín y Orquesta (2012) (8 min.)
- “Arjé”- Concierto nº1 para Piano y Orquesta (2010) (30 min.)
- “Piedra y Cristal“ (2006) para Órgano, Violín y Camerata de Cuerda (31 min)
- "Searching for Really Nothing" An "Anchor" for Chamber Strings (2005) (4 min.)
- "Serenading the Earth" (2004). for Chamber Strings (23 min.)
- Fuerza Fluyente (2002) para orquesta sinfónica (14 min.)
- "Arlequín" (2001) Concierto para Violín y Orquesta (26 min.) Premio Reina Sofía de Composición Musical 2002 de la Fundación Ferrer Salat.
- Obertura para Una Nueva Orquesta (2000) (7 min.)

### Música vocal y coral
- “Hacia las Estrellas” para Coro y Orquesta (1998-2002) (19 min.)
- "Requiem para dos voces" (1990) para mezo-soprano y tenor (8 min.)
- Missa Brevis (1987)  (13 min.)

### Música para la escena
- '"Mi Princesa Roja"-Teatro Musical (2015) Libreto: Ávaro Saenz de Heredia (134 min,) Coautor de la música junto con Andrés SH Nelke
- ¨Clavileño¨ (2005) Cantata Escénica para Mezzo-soprano, Barítono, Coro y Orquesta Sinfónica Libreto: Emilio Pacios Bisbal (37 min.)
- La Caída del Gran Teatro (2003). Opera en un acto Libreto: Javier Gregori (76 min.)
- "Arlequin" (2001) Ballet en 3 actos y 7 escenas. (26 min.)

### Obras para cortometrajes
- Te Encontraré (2015) Un corto de Sergio Mercadé
- Para Michael Jackson... entre otros (2010) Un corto de Pablo Álvarez
- El Último (2010) Un corto de Sergi Vizcaíno
- "Chupertópico" (2009) Un corto de Pablo Álvarez
- Percepciones (2009) Serie para TV de Sergi Vizcaíno
- Dominique (2008) Un corto de Sergi Vizcaíno
- La Despedida (2008) Un cortometraje de Sergi Vizcaíno
- Desalmados (2005) Un cortometraje de Pablo Álvarez
- Diez Minutos (2004) Coautor de la banda sonora con Rafael Arnau. Un cortometraje de Alberto Ruiz Rojo. Premio "Goya" al mejor cortometraje.
- Huellas en la Nieve (2004) Un cortometraje de Pedro Touceda

### Obras para largometrajes
- Camino (2008). Coautor de la banda sonora con Rafael Arnau.Un film de Javier Fesser. Galardonada con seis Premios Goya, destacando los de mejor película, mejor director y mejor guion original.
- Jericho Mansions (2003). Coautor de la banda sonora con Rafael Arnau.Un film de Alberto Sciamma
- La gran aventura de Mortadelo y Filemón (2003). Un film de Javier Fesser